# Paolo Odogwu
Paolo Odogwu (Coventry, 18 febbraio 1997) è un rugbista italo-britannico che rappresenta l'Italia nel rugby a XV in ambito internazionale.
Nel ruolo di tre quarti ala milita dal 2023 al Benetton.

## Biografia
Nato a Coventry da madre nigeriana e padre italo-nigeriano, ha studiato tra Birmingham e Leicester, quest'ultima sede anche della sua formazione rugbistica a partire dal 2011.
A 19 anni uscì dall'Academy del Leicester ingaggiato dal Sale Sharks, forte di alcune buone prestazioni messe in mostra nel torneo nazionale di rugby Seven che gli valsero l'esordio in prima squadra anche se, dopo solo mezza stagione, un infortunio lo tenne lontano dal campo; a metà stagione 2017-18 fu prestato al Rotherham con la formula del doppio tesseramento.
Nel 2019 passò al Wasps con un biennale rinnovato nel 2021; con il club di Coventry raggiunse la finale di campionato nel 2020 persa contro Exeter e nel 2022, con il Wasps in amministrazione controllata poi in fallimento, il suo contratto fu sciolto e si trasferì allo Stade français di Parigi.
Già internazionale juniores per l'Inghilterra fino al grado U-19, nel 2023, di concerto con il suo passaggio al Benetton, ha ufficializzato la sua affiliazione alla Federazione Italiana Rugby e, dopo i test-match di preparazione alla Coppa del Mondo 2023 in Francia durante i quali ha debuttato in maglia azzurra a Dublino contro l'Irlanda, è stato inserito nella rosa che rappresenta l'Italia al torneo.